# 山下七海
山下七海（日语：／ Yamashita Nanami，1995年7月19日—）是日本的女性聲優，81 Produce、GREEN LEAVES所屬。
德島縣出身。身高160cm，血型為A型。

## 人物
喜歡唱歌與跳舞，曾在地方的卡拉OK大會上出場。2012年就讀高中2年級時決定參加《Wake Up, Girls!》的試鏡。於同年舉辦的《avex×81 Produce「Wake Up, Girls! AUDITION」第2回動畫歌曲、主唱試鏡》中合格，2014年擔任同一動畫的主角久海菜菜美，同時也是聲優的出道作。
原本對於動畫較沒什麼興趣，後來受成員影響，喜歡的動畫與聲優開始慢慢增加。
興趣是聊天與演奏長笛、擅長料理為炒飯與蘋果派。

## 演出作品
※粗體字為主要角色。

### 電視動畫
2014年
- Wake Up, Girls!（久海菜菜美）
- 戲劇性謀殺（女性A）
- 花舞少女（學生）
- 日常生活中的異能戰鬥（姬木千冬）
- TRINITY SEVEN（馬斯達莉貝爾）

2015年
- 偶像大師 灰姑娘女孩（大槻唯）
- Battle Spirits 烈火魂（黑田環奈）
- HACKA DOLL THE ANIMATION（黑客人偶3號）
- 阿松（橋本喵）

2016年
- 為美好的世界獻上祝福！（新人夢魔）
- HUNDRED百武裝戰記（溫蒂·貝貝特）
- 高校艦隊（八木鶇）
- 魔奇少年 辛巴達的冒險（女孩子B）
- 龍族拼圖X（石榴石）
- 美妙天堂（太陽佩帕）

2017年
- 從零開始的魔法書（少女的弟弟）
- 狂賭之淵（女子會員、女學生）
- 異世界食堂（魔術師）
- 帶著智慧型手機闖蕩異世界。（蘇西·艾爾涅雅·歐爾托林德）
- 小松先生 第二季（橋本喵）
- 偶像大師 灰姑娘女孩劇場 第2期（大槻唯）
- Wake Up, Girls! 新章（久海菜菜美）

2018年
- DARLING in the FRANXX（未來）
- 蠟筆小新（園兒C）
- 哆啦A夢（小朋友C、女學生A）
- BAKUMATSU（雹[4]、少女）

2019年
- 狂賭之淵××（大和稻穗）
- 鬼滅之刃（寺內清）
- 八月的棒球甜心（岩城良美[5]）
- 為了女兒，我說不定連魔王都能幹掉。（魯迪的姐姐）

2020年
- 22/7（少女）
- 虛構推理（少女A）
- 閃躍吧！星夢☆頻道（閃亮啾）
- 小邪神飛踢'（僵僵）
- 女學。～聖女斯克威爾學院～（iYouka）
- 科學超電磁砲T（大川內巡觀）
- 小松先生 第3期（橋本喵）
- 小碧藍幻想！（扎莉莉亞歐）

2021年
- 記錄的地平線 圓桌崩壞（莉多卡·摩福爾）
- 小松先生 第3期（女孩子）
- 陰晴不定的體操哥哥（孩子）
- Love Live! Superstar!!
- 鬼滅之刃 遊郭篇（寺內清）

2022年
- 小邪神飛踢X（僵僵）

2023年
- 帶著智慧型手機闖蕩異世界。2（蘇西·艾爾涅雅·歐爾托林德[6]）
- 妙廟美少女（蒼葉海月[7]）

### OVA
2017年
- 高校艦隊（八木鶇）

2019年
- 戀愛與謊言（高崎樹生）

### 劇場版動畫
2014年
- Wake Up, Girls! 七位偶像（久海菜菜美[8]）

2017年
- 劇場版 TRINITY SEVEN -悠久圖書館與鍊金術少女-（馬斯達莉貝爾）

### 遊戲
2013年
- Wake Up, Girls! 舞台天使（久海菜菜美[9]）

2014年
- 黑客人偶（黑客人偶3號）

2015年
- 偶像大師 灰姑娘女孩（大槻唯）
- 學園號角曲（三緒瑠璃[10]）

2018年
- 心跳偶像（立川朱音）
- 御城Project（二本松城）

2019年
- 8 beat Story♪（橘彩芽〈第2代〉[11]）

2022年
- 勝利女神：NIKKE（尤尔夏）[12]

2024年
- Fate/Grand Order（糖果藤蔓）

### 電視節目
- 四國遍路 〜八十八步記〜（2014年、真央[13]）

### 廣播
- Wake Up, Radio!（NICONICO直播：2014年5月11日。NICONICO動畫 超!Animedia頻道：2014年5月19日－）不定期主持人[14]
- DIVE II Station New Generations!（文化放送：2014年5月度主持人）

### 網路電視
- （2013年11月8日－2014年3月28日、NICONICO直播）

### 音樂CD
| 發售日  | 名稱                                   | 演唱名義                                        | 歌曲名稱        | 備註                                         |
| 2014年  | 2014年                                 | 2014年                                          | 2014年          | 2014年                                       |
| ------- | -------------------------------------- | ----------------------------------------------- | --------------- | -------------------------------------------- |
| 2月26日 | 7 Girls War                            | Wake Up, Girls!                                 | 「7 Girls War」 | 電視動畫《Wake Up, Girls!》片頭曲            |
| 2月26日 | 7 Girls War                            | Wake Up, Girls!                                 | 「」            | 電視動畫《Wake Up, Girls!》插曲              |
| 2月26日 |                                        | Wake Up, Girls!                                 | 「」            | 電視動畫《Wake Up, Girls!》片尾曲            |
| 2月28日 | 劇場版 Wake Up, Girls! 七位偶像 特典CD | Wake Up, Girls!                                 | 「」            | 劇場版動畫《Wake Up, Girls! 七位偶像》主題曲 |
| 10月8日 |                                        | TEAM OHENRO。（山下七海、高野麻里佳、江原裕理） | 「」            | 電視節目《四國遍路 〜八十八步記〜》片頭曲    |

### 舞台
- Eschachron（朗读剧，2016年7月10日）